# Sparco
Sparco S.p.A je italijanski proizvajalec avtomobilskih komponent kot so sedeži, volani, varnostni pasovi, čelade in tudi opreme za motocikle. Podjetje je bilo ustanovljeno leta 1977, sedež je v  Settimo Torinese, Torino.

## Ekipe, ki jih sponzorira Sparco

### GP2 Serija
- Arden International
- Marussia Carlin GP2 Team
- Caterham Racing
- DAMS
- iSport International
- Racing Engineering
- Rapax
- Trident Racing

### V preteklosti

#### Formula 1
- Arrows
- Benetton Formula
- Forti
- Jordan Grand Prix
- MasterCard Lola
- Midland F1 Racing
- Minardi
- Prost Grand Prix
- Sauber
- Super Aguri F1
- Spyker F1
- Team Lotus (2010–11)
- Toyota Racing
- Virgin Racing